# ТЭЦ-1 Котласского ЦБК
ТЭЦ-1 Котласского ЦБК — тепловая электростанция Котласского целлюлозно-бумажного комбината в Коряжме. Обеспечивает производственные нужны комбината, а также теплоснабжение города Коряжма. Входит в состав группы компаний «Илим». 
Первый турбоагрегат станции мощностью 25 МВт был введён в эксплуатацию в 1961 году. Представляет собой тепловую паротурбинную электростанцию с комбинированной выработкой электроэнергии и тепла. Установленная мощность электростанции — 305 МВт, тепловая мощность — 846 Гкал/час. Тепловая схема станции выполнена с поперечными связями по основным потокам пара и воды. В настоящее время основным топливом электростанции является природный газ, резервное топливо — уголь. Основное оборудование станции включает в себя:
- Турбоагрегат № 1 мощностью 25 МВт, включающий турбину ВПТ-25-4, введён в 1961 году;
- Турбоагрегат № 2 мощностью 25 МВт, включающий турбину ВПТ-25-4, введён в 1962 году;
- Турбоагрегат № 3 мощностью 25 МВт, включающий турбину ВПТ-25-4, введён в 1964 году;
- Турбоагрегат № 4 мощностью 60 МВт, включающий турбину ПТ-50-90/13, введён в 1965 году;
- Турбоагрегат № 5 мощностью 60 МВт, включающий турбину ПТ-60-130/13, введён в 1966 году;
- Турбоагрегат № 6 мощностью 60 МВт, включающий турбину ПТ-60-130/13, введён в 1970 году;
- Турбоагрегат № 7 мощностью 50 МВт, включающий турбину Р-50-130-1, введён в 1974 году.

Пар для турбин вырабатывают один котлоагрегат ТП-21, четыре котлоагрегата БКЗ-160-100Ф и семь котлоагрегатов БКЗ-210-140Ф. Три дымовые трубы станции имеют высоту 105 метров , одна из них одновременно является опорой высоковольтной линии мощностью 220 кВ, ведущей на станцию.